# Karine Ruby
Karine Ruby (n. 4 ianuarie 1978, Bonneville, Rhône-Alpes, Franța – d. 29 mai 2009, Chamonix-Mont-Blanc, Rhône-Alpes, Franța) a fost o sportivă ce a reprezentat Franța, medaliată olimpică. A participat la 3 ediții ale Jocurilor Olimpice (1998, 2002, 2006) în care a câștigat o medalie de aur și o medalie de argint.